# August Jording
August Jording (* 24. Juni 1853 in Köln; † 22. März 1919 in Detmold) war ein deutscher Architekt und Baubeamter. Als Stadtbaumeister entwarf er verschiedene stadtbildprägende Gebäude in der zunächst noch selbstständigen Stadt Ruhrort, die 1905 ein Stadtteil von Duisburg wurde.
Jording arbeitete nach verschiedenen Tätigkeiten als Architekt in der Reichspost- und Telegraphenverwaltung und wirkte dabei am Bau mehrerer Postämter mit, beispielsweise in Ruhrort, Barmen und Jülich. Am 1. September 1884 wurde er zum Stadtbaumeister in Ruhrort ernannt, 1893 erhielt er den Titel Stadtbaurat.
Unter seiner Leitung wurden auch einige Schulgebäude errichtet, so zum Beispiel in den Stadtteilen Beeck und Laar. Am 1. September 1914 ging Jording in den Ruhestand und zog mit seiner Frau nach Detmold, wo er knapp fünf Jahre später starb. Er wurde auf dem Ruhrorter Friedhof beigesetzt. Heute ist die Jordingstraße im Südosten Ruhrorts nach dem Architekten benannt.

## Bauten und Entwürfe
| Bauzeit   | Bezeichnung                                                           | Lage                                                         | Beschreibung                                                                                            | Denkmalschutz   | Bild                            |
| --------- | --------------------------------------------------------------------- | ------------------------------------------------------------ | --- | --------------- | ------------------------------- |
| 1879–1881 | Postamt Ruhrort                                                       | Karlsplatz 1 47119 Duisburg Karte                            | Entwurf August Kind, Berlin und Ober-Bauleitung Postbaurat Carl Hindorf, Köln                           | Ja (Nummer 137) | Postamt Ruhrort                 |
| 1889–1890 | Königliches Landratsamt Ruhrort                                       | Fürst-Bismarck-Straße 44 / Rheinallee 2 47119 Duisburg Karte | | Ja (Nummer 176) | Königliches Landratsamt Ruhrort |
| 1897–1900 | Rathaus Ruhrort                                                       | Dammstraße 11–11a 47119 Duisburg Karte                       | Umbau eines um 1867 für Max Haniel errichteten Wohnhauses zum städtischen Rathaus im Stil des Neobarock | Ja (Nummer 116) | ehem. Rathaus Ruhrort           |
| 1903–1905 | Evangelische Volksschule Oberdammstraße (heute: Eduard-Carp-Schule)   | Carpstraße 13–15 47119 Duisburg Karte                        | | Ja (Nummer 373) | Eduard-Carp-Schule              |
| 1905–1907 | Kaiserin-Auguste-Viktoria-Schule (heute: Aletta-Haniel-Gesamtschule)  | Karlstraße 25 / Bergiusstraße 47119 Duisburg Karte           | | Ja (Nummer 377) |                                 |
| 1908–1910 | Städtisches Hallenbad (heute: Museum der Deutschen Binnenschifffahrt) | Apostelstraße 84 47119 Duisburg Karte                        | | Ja (Nummer 140) | Binnenschifffahrtsmuseum        |

## Auszeichnungen
- Preußischer Roter Adlerorden IV. Klasse[1]
- Preußische Landwehr-Dienstauszeichnung I. Klasse[1]